# فهرست پرفروش‌ترین کنسول‌های بازی
فهرست پرفروش‌ترین کنسول‌های بازی مقاله‌ای است که بررسی آماری میزان فروش و اقبال عمومی در باره کنسول‌های بازی ویدئویی می‌پردازد. فهرست پایین دربرگیرنده کنسول‌های معمول و نسول بازی دستی هستند.

## جهانی

### کنسول بازی خانگی و کنسول بازی دستی
| سازنده      | کنسول                | گونه                         | نسل              | تاریخ عرضه    | واحدهای فروخته‌شده        |
| ----------- | -------------------- | ---------------------------- | ---------------- | ------------- | ------------------------ |
| سونی        | پلی‌استیشن ۲          | کنسول بازی ویدئویی           | نسل ششم          | ۲۰۰۰          | 160 میلیون               |
| نینتندو     | نینتندو دی اس        | کنسول بازی دستی              | نسل هفتم         | ۲۰۰۴          | 155 میلیون               |
| نینتندو     | نینتندو سوییچ        | کنسول بازی ویدئویی           | نسل هشتم         | ۲۰۱۷          | 153 میلیون               |
| سونی        | پی اس ۴              | کنسول بازی ویدئویی           | نسل هشتم         | ۲۰۱۳          | ۱۱۸.۷ میلیون             |
| نینتندو     | گیم بوی              | کنسول بازی ویدئویی           | نسل چهارم        | ۱۹۸۹          | ۱۱۷.۲ میلیون             |
| سونی        | پلی‌استیشن            | کنسول بازی ویدئویی           | نسل پنجم         | ۱۹۹۴          | ۱۰۲.۴ میلیون             |
| سونی        | پلی استیشن 5         | کنسول بازی ویدئویی خانگی     | نسل نهم          |               | ۱۰۱ میلیون               |
| سونی        | پلی‌استیشن ۳          | کنسول بازی ویدئویی           | نسل هفتم         | ۲۰۰۶          | ۸۷.۴ میلیون              |
| مایکروسافت  | ایکس‌باکس ۳۶۰         | کنسول بازی ویدئویی           | نسل هفتم         | ۲۰۰۵          | ۸۵.۷ میلیون              |
| نینتندو     | گیم بوی ادونس        | کنسول بازی ویدئویی           | نسل شش           | ۲۰۰۱          | ۸۱.۵ میلیون              |
| سونی        | پلی‌استیشن همراه      | کنسول بازی دستی              | نسل هفتم         | ۲۰۰۴          | ۶۷٫۸ میلیون              |
| سگا         | سگا جنسیس/مگا درایو  | کنسول بازی ویدئویی           | نسل چهارم        | ۱۹۸۸          | ۳۹ million1. ۶۴.۳ میلیون |
| نینتندو     | ان‌ای‌اس               | کنسول بازی ویدئویی           | نسل سوم          | ۱۹۸۳          | ۶۱٫۹۱ میلیون             |
| نینتندو     | سوپر نینتندو         | کنسول بازی ویدئویی           | نسل چهارم        | ۱۹۹۰          | ۴۹٫۱۰ میلیون             |
| نینتندو     | نینتندو ۶۴           | کنسول بازی ویدئویی           | نسل پنجم         | ۱۹۹۶          | ۳۲٫۹۳ میلیون             |
| آتاری       | آتاری ۲۶۰۰           | کنسول بازی ویدئویی           | نسل دوم          | ۱۹۷۷          | ۳۰ میلیون                |
| مایکروسافت  | ایکس‌باکس             | کنسول بازی ویدئویی           | نسل ششم          | ۲۰۰۱          | ۲۴ میلیون                |
| نینتندو     | گیم‌کیوب              | کنسول بازی ویدئویی           | نسل ششم          | ۲۰۰۱          | ۲۱٫۷۴ میلیون             |
| سگا         | مستر سیستم           | کنسول بازی ویدئویی           | نسل سوم          | ۱۹۸۶          | ۱۳ میلیون                |
| سگا         | گیم گیر              | کنسول بازی دستی              | نسل چهارم        | ۱۹۹۰          | ۱۱ میلیون                |
| سگا         | دریم‌کست              | کنسول بازی ویدئویی           | نسل ششم          | ۱۹۹۸          | ۱۰٫۶ میلیون              |
| ان‌ای‌سی      | توربوگراف‌اکس-۱۶      | کنسول بازی ویدئویی           | نسل چهارم        | ۱۹۸۷          | ۱۰ میلیون                |
| سگا         | سترن                 | کنسول بازی ویدئویی           | نسل پنجم         | ۱۹۹۴          | ۹٫۵ میلیون               |
| نوکیا       | ان-گیج               | کنسول بازی دستی              | نسل ششم          | ۲۰۰۳          | ۳ میلیون                 |
| پاناسونیک   | ۳دی‌او                | کنسول بازی ویدئویی           | نسل پنجم         | ۱۹۹۳          | ۲ میلیون                 |
| اس‌ان‌کی      | نئو ژئو/نئو ژئو کالر | کنسول بازی دستی              | نسل پنجم/نسل ششم | ۱۹۹۸ and ۱۹۹۹ | ۲ میلیون                 |
| عرفان کریمی | EK CUBE MASTER       | کنسول بازی بدون نمایشگر نوری | بدون نسل         | 2024          | 1 نفر!                   |
| سگا         | نومد                 | کنسول بازی دستی              | نسل پنجم         | ۱۹۹۵          | ۱ میلیون                 |